# Ernst Ludwig Taschenberg
Ernst Ludwig Taschenberg (10 de janeiro de 1818 em Naumburg (Saale) – 19 de janeiro de 1898, Halle) foi um entomólogo alemão.

## Trabalhos
- Was da kriecht und fliegt, Bilder aus dem Insektenleben. (Berlin 1861);
- Naturgeschichte der wirbellosen Tiere, die in Deutschland den Feld-, Wiesen- und Weidekulturpflanzen schädlich werden. (Leipzig 1865);
- Die Hymenopteren Deutschlands (Leipzig 1866);
- Entomologie für Gärtner und Gartenfreunde. (Leipzig 1871);
- Schutz der Obstbäume und deren Früchte gegen feindliche Tiere. (2. Aufl., Stuttgart 1879);
- Forstwirtschaftliche Insektenkunde. (Leipzig 1873);
- Das Ungeziefer der landwirtschaftlichen Kulturgewächse. (Leipzig 1873);
- Praktische Insektenkunde. 5 Bde. (Bremen 1879-80);
- Die Insekten nach ihrem Nutzen und Schaden. (Leipzig 1882);
- Die Insekten, Tausendfüker und Spinnen'. (Leipzig und Wien 1892).